# Маурісіо Хадад
Маурісіо Хадад (ісп. Mauricio Hadad; нар. 7 грудня 1971) — колишній колумбійський тенісист.
Найвищу одиночну позицію світового рейтингу — 78 місце досяг 11 вересня 1995, парну — 223 місце — 22 квітня 1991 року.
Здобув 1 одиночний та 4 парні титули.
Найвищим досягненням на турнірах Великого шолома було 3 коло в одиночному розряді.

## Фінали турнірів ATP за кар'єру

### Одиночний розряд: 2 (1–1)
| Легенда                         |
| ------------------------------- |
| Турніри Великого шлема (0–0)    |
| Фінали Світового туру ATP (0–0) |
| Серія Мастерс ATP (0–0)         |
| Серія турнірів ATP (0–0)        |
| Світова серія ATP (1–1)         |

| Фінали за покриттям |
| ------------------- |
| Тверде (0–0)        |
| Ґрунт (1–1)         |
| Трава (0–0)         |
| Килим (0–0)         |

| Фінали за типом корту |
| --------------------- |
| Відкритий корт (1–1)  |
| Закритий корт (0–0)   |

| Результат | В-П | Дата     | Турнір                      | Рівень        | Покриття | Суперник        | Рахунок       |
| --------- | --- | -------- | --------------------------- | ------------- | -------- | --------------- | ------------- |
| Поразка   | 0–1 | Вер 1994 | Богота, Колумбія            | Світова серія | Ґрунт    | Ніколас Перейра | 3–6, 6–3, 4–6 |
| Перемога  | 1–1 | Кві 1995 | Пейджет, Бермудські Острови | Світова серія | Ґрунт    | Хав'єр Франа    | 7–6, 3–6, 6–4 |

### Парний розряд: 1 (1 поразка)
| Легенда                         |
| ------------------------------- |
| Турніри Великого шлема (0–0)    |
| Фінали Світового туру ATP (0–0) |
| Серія Мастерс ATP (0–0)         |
| Серія турнірів ATP (0–0)        |
| Світова серія ATP (0–1)         |

| Фінали за покриттям |
| ------------------- |
| Тверде (0–0)        |
| Ґрунт (0–1)         |
| Трава (0–0)         |
| Килим (0–0)         |

| Фінали за типом корту |
| --------------------- |
| Відкритий корт (0–1)  |
| Закритий корт (0–0)   |

| Результат | В-П | Дата     | Турнір           | Рівень        | Покриття | Партнер        | Суперники                       | Рахунок            |
| --------- | --- | -------- | ---------------- | ------------- | -------- | -------------- | ------------------------------- | ------------------ |
| Поразка   | 0–1 | Бер 2000 | Богота, Колумбія | Світова серія | Ґрунт    | Жоан Бальсельс | Пабло Альбано Лукас Арнольд Кер | 6–7(4–7), 6–1, 2–6 |

## Фінали ATP Челленджер і ITF Ф'ючерс

### Одиночний розряд: 17 (13–4)
| Легенда               |
| --------------------- |
| ATP Челленджер (10–2) |
| ITF Ф'ючерс (3–2)     |

| Фінали за покриттям |
| ------------------- |
| Тверде (1–0)        |
| Ґрунт (12–4)        |
| Трава (0–0)         |
| Килим (0–0)         |

| Результат | В-П  | Дата     | Турнір                 | Рівень     | Покриття | Суперник           | Рахунок       |
| --------- | ---- | -------- | ---------------------- | ---------- | -------- | ------------------ | ------------- |
| Перемога  | 1–0  | Жов 1989 | Богота, Колумбія       | Челленджер | Ґрунт    | Гільєрмо Мінутелья | 6–3, 6–7, 6–4 |
| Перемога  | 2–0  | Лип 1992 | Севілья, Іспанія       | Челленджер | Ґрунт    | Кеннет Карлсен     | 6–7, 6–3, 6–3 |
| Поразка   | 2–1  | Сер 1992 | Lins, Бразилія         | Челленджер | Ґрунт    | Гільберт Шаллер    | 3–6, 3–6      |
| Перемога  | 3–1  | Жов 1992 | Калі (місто), Колумбія | Челленджер | Ґрунт    | Маріо Вісконті     | 6–1, 6–2      |
| Поразка   | 3–2  | Лют 1993 | Вінья-дель-Мар, Чилі   | Челленджер | Ґрунт    | Марсело Інгарамо   | 1–6, 4–6      |
| Перемога  | 4–2  | Вер 1993 | Богота, Колумбія       | Челленджер | Ґрунт    | Серхіо Кортес      | 2–6, 6–3, 6–0 |
| Перемога  | 5–2  | Жов 1993 | Калі (місто), Колумбія | Челленджер | Ґрунт    | Ніколас Перейра    | 7–6, 7–6      |
| Перемога  | 6–2  | Жов 1993 | Каракас, Венесуела     | Челленджер | Тверде   | Алекс О'Браєн      | 7–5, 6–4      |
| Перемога  | 7–2  | Тра 1994 | Богота, Колумбія       | Челленджер | Ґрунт    | Нуно Маркес        | 6–3, 6–3      |
| Перемога  | 8–2  | Тра 1994 | Калі (місто), Колумбія | Челленджер | Ґрунт    | Хосе-Луїс Норієга  | 6–2, 6–2      |
| Перемога  | 9–2  | Чер 1996 | Медельїн, Колумбія     | Челленджер | Ґрунт    | Жайме Онсінс       | 2–6, 6–3, 6–1 |
| Перемога  | 10–2 | Чер 1996 | Калі (місто), Колумбія | Челленджер | Ґрунт    | Марчелло Крака     | 6–3, 7–6      |
| Поразка   | 10–3 | Кві 2000 | Чилі F4, Сантьяго      | Ф'ючерс    | Ґрунт    | Серхіо Ройтман     | 4–6, 3–6      |
| Перемога  | 11–3 | Тра 2000 | Чилі F5, Сантьяго      | Ф'ючерс    | Ґрунт    | Ніколя Девільдер   | 6–2, 6–2      |
| Поразка   | 11–4 | Тра 2000 | США F13, Бока-Ратон    | Ф'ючерс    | Ґрунт    | Кріс Гооссенс      | 3–6, 5–7      |
| Перемога  | 12–4 | Жов 2000 | Колумбія F1, Богота    | Ф'ючерс    | Ґрунт    | Леонардо Аццаро    | 6–2, 7–5      |
| Перемога  | 13–4 | Жов 2000 | Колумбія F2, Богота    | Ф'ючерс    | Ґрунт    | Леонардо Аццаро    | 6–1, 4–2 ret. |

### Парний розряд: 6 (5–1)
| Легенда              |
| -------------------- |
| ATP Челленджер (4–1) |
| ITF Ф'ючерс (1–0)    |

| Фінали за покриттям |
| ------------------- |
| Тверде (1–0)        |
| Ґрунт (4–1)         |
| Трава (0–0)         |
| Килим (0–0)         |

| Результат | В-П | Дата     | Турнір                   | Рівень     | Покриття | Партнер            | Суперники                               | Рахунок       |
| --------- | --- | -------- | ------------------------ | ---------- | -------- | ------------------ | --------------------------------------- | ------------- |
| Перемога  | 1–0 | Вер 1990 | Богота, Колумбія         | Челленджер | Ґрунт    | Маріо Рінкон       | Карлос Клаверіє Ґреґ Фейлла             | 7–6, 7–6      |
| Перемога  | 2–0 | Бер 1991 | Сан-Луїс-Потосі, Мексика | Челленджер | Ґрунт    | Даніель Оршанік    | Скотт Патрідж Кенні Торн                | 6–4, 3–6, 6–3 |
| Перемога  | 3–0 | Вер 1993 | Богота, Колумбія         | Челленджер | Ґрунт    | Мігель Тобон       | Ніколас Лапентті Луїс Морехон           | 6–3, 6–3      |
| Поразка   | 3–1 | Тра 1998 | Медельїн, Колумбія       | Челленджер | Ґрунт    | Хуан-Каміло Гамбоа | Адріану Феррейра Крістіану Теста        | 6–3, 1–6, 2–6 |
| Перемога  | 4–1 | Бер 2000 | Салінас, Еквадор         | Челленджер | Тверде   | Жоан Бальсельс     | Еміліо Бенфеле Альварес Алекс Калатрава | без гри       |
| Перемога  | 5–1 | Чер 2000 | США F14, Тампа           | Ф'ючерс    | Ґрунт    | Енріке Абароа      | Мітті Арнолд Джеймс Блейк               | 6–1, 7–6(7–2) |

## Часовий графік результатів
| W | Ф | ПФ | ЧФ | #Р | КТ | К# | DNQ | A | NH |

### Одиночний розряд
| Турніри Великого шлему                 |     |     |     |     |     |       |     |     |
| Відкритий чемпіонат Австралії з тенісу |     |     |     |     | 3р  | 0 / 1 | 2–1 | 67% |
| Відкритий чемпіонат Франції з тенісу   |     |     |     |     | 1р  | 0 / 1 | 0–1 | 0%  |
| Вімблдонський турнір                   | К3р | К1р | 1р  |     |     | 0 / 1 | 0–1 | 0%  |
| Відкритий чемпіонат США з тенісу       |     |     | 1р  | 3р  | 1р  | 0 / 3 | 2–3 | 40% |
| В-П                                    | 0–0 | 0–0 | 0–2 | 2–1 | 2–3 | 0 / 6 | 4–6 | 40% |
| Тур ATP Мастерс 1000                   |     |     |     |     |     |       |     |     |
| Індіан-Веллс                           |     |     | К1р |     |     | 0 / 0 | 0–0 | –   |
| Відкритий чемпіонат Маямі з тенісу     |     | К1р | 1р  | 1р  | 1р  | 0 / 3 | 0–3 | 0%  |
| Мастерс Канада                         |     | 2р  | 1р  | 3р  | 1р  | 0 / 4 | 3–4 | 43% |
| Мастерс Цинциннаті                     |     |     | К1р |     |     | 0 / 0 | 0–0 | –   |
| В-П                                    | 0–0 | 1–1 | 0–2 | 2–2 | 0–2 | 0 / 7 | 3–7 | 30% |